# Lecuona Cuban Boys
Lecuona Cuban Boys var en kubansk orkester, som turnerade runt i världen under mer än 40 år.
Orkestern grundades omkring 1931 som Orquesta Encanto och fick sitt namn 1934 av Ernesto Lecuona, vilken dock inte spelade i den. Den leddes av Armando Oréfiche.
Lecuona Cuban Boys spelade all slags kubansk populärmusik, men dess specialitet av conga, som den gjorde känd utanför Kuba.
Vid andra världskrigets utbrott drog orkestern från Europa till Latinamerika och fortsatte sin turnéverksamhet där. Efter 1945 splittrades orkestern, och Armando Oréfiche och fem andra medlemmar grundade då Havana Cuban Boys. De övriga stannade kvar och arbetade med New York som bas. Lecuona Cuban Boys lades ned 1975.